# Lista kanadyjskich klubów piłkarskich
Lista kanadyjskich klubów piłkarskich składa się z dwóch części. W pierwszej wymienione są wszystkie kluby zgłoszone do rozgrywek Canadian Premier League. W drugiej wymienione są wszystkie kluby, które wystąpiły w przynajmniej jednej edycji Major League Soccer (mające siedzibę na terenie Kanady) bądź Canadian Championship.

## Kluby w CPL
| klub             | miejscowość | prowincja/terytorium |
| ---------------- | ----------- | -------------------- |
| Cavalry FC       | Calgary     | Alberta              |
| FC Edmonton      | Edmonton    | Alberta              |
| Forge FC         | Hamilton    | Ontario              |
| HFX Wanderers FC | Halifax     | Nowa Szkocja         |
| Valour FC        | Winnipeg    | Manitoba             |
| Vancouver Island | Victoria    | Kolumbia Brytyjska   |
| York 9 FC        | Region York | Ontario              |

## Kluby w MLS / CCh
| klub                   | miejscowość | prowincja/terytorium |
| ---------------------- | ----------- | -------------------- |
| AS Blainville          | Blainville  | Quebec               |
| FC Edmonton            | Edmonton    | Alberta              |
| Montreal Impact        | Montreal    | Quebec               |
| Oakville Blue Devils   | Oakville    | Ontario              |
| Ottawa Fury FC         | Ottawa      | Ontario              |
| Toronto FC             | Toronto     | Ontario              |
| Vancouver Whitecaps FC | Vancouver   | Kolumbia Brytyjska   |